# Anopsicus cubanus
Anopsicus cubanus är en spindelart som beskrevs av Willis J. Gertsch 1982. Anopsicus cubanus ingår i släktet Anopsicus och familjen dallerspindlar.
Artens utbredningsområde är Kuba. Inga underarter finns listade i Catalogue of Life.